# Tarin (monnaie)
Pour les articles homonymes, voir Tarin.
Le tarì ou tarin désigne originellement un monnayage arabo-normand. Le tarì fut l'une des monnaies divisionnaires de la piastre du royaume de Sicile entre 1755 et 1815, dont elle vaut 1/12e.

## Histoire

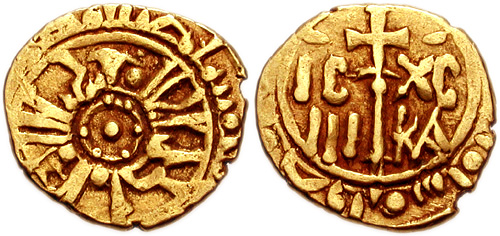
Tarì du règne de Roger II, vers 1130-1154.

La monnaie en vigueur pendant la période normande de la Sicile est d'abord le ¼ dinar. Cette monnaie est instaurée au IXe siècle par les émirs arabes de Sicile dont le choix est de ne pas frapper le dinar comme partout dans le monde arabe (celui-ci pesait habituellement 4,25 g), mais sa division : le ¼ dinar,. Cette monnaie spécifiquement sicilienne a été remplacée, par la suite, par une de ses variantes : le tarì (écrit parfois au singulier, taro), qui reste la monnaie en vigueur en Italie du Sud jusqu'à la chute du royaume de Naples en 1816, et était divisé en 20 grani ou 120 piccioli ; 12 tarì formaient une piastre, équivalant au thaler.
Le tarì (ou tarin) est une monnaie d'or dont les musulmans de Sicile faisaient déjà usage et qui porte deux légendes circulaires en style Kufi. Les comtes de Sicile continuent à frapper cette monnaie, en conservant son type arabo-musulman. Il s'agit de la dernière grande monnaie d'or en Occident, en effet, le reste du continent européen est passé à l'argent dès le XIe siècle. L'année 1231 voit en effet le retour de cette monnaie dans les frappes d'Europe occidentale, avec l'empereur des Romains Frédéric de Hohenstaufen qui fait du tari en or la monnaie officielle de l'Empire.

## Inscriptions
La partie centrale de la pièce contient une inscription grecque : « Jésus Christ victorieux ».